# Silene odontopetala
Silene odontopetala är en nejlikväxtart. Silene odontopetala ingår i släktet glimmar, och familjen nejlikväxter.

## Underarter
Arten delas in i följande underarter:
- S. o. congesta
- S. o. odontopetala
- S. o. physocalyx